# Zelenciuk, Melitopol
Zelenciuk (în ucraineană Зеленчук) este un sat în comuna Novomîkolaiivka din raionul Melitopol, regiunea Zaporijjea, Ucraina.

## Demografie
Componența lingvistică a localității Zelenciuk
     Ucraineană (76,6%)
     Rusă (23,4%)
Conform recensământului din 2001, majoritatea populației localității Zelenciuk era vorbitoare de ucraineană (76,6%), existând în minoritate și vorbitori de rusă (23,4%).